# Gare de Keikyū Higashi-kanagawa
La gare de Keikyū Higashi-kanagawa (京急東神奈川駅, Keikyū Higashi-kanagawa-eki) est une gare ferroviaire située à Yokohama, dans la préfecture de Kanagawa au Japon. La gare est exploitée par la compagnie Keikyū.

## Situation ferroviaire
La gare de Keikyū Higashi-kanagawa est située au point kilométrique (PK) 20,5  de la ligne principale Keikyū.

## Histoire
La gare est inaugurée le 24 décembre 1905 sous le nom de gare de Nakakido. Elle prend son nom actuel le 14 mars 2020.

## Service des voyageurs

### Accueil
La gare dispose d'un bâtiment voyageurs ouvert tous les jours, avec des guichets et des automates pour l'achat de titres de transport.

### Desserte
- Ligne principale Keikyū :
  - voie 1 : direction  Yokohama et Miurakaigan
  - voie 2 : direction Aéroport de Haneda ou Shinagawa et Sengakuji (interconnexion avec la ligne Asakusa pour Oshiage)

### Intermodalité
La gare de Higashi-Kanagawa de la JR East est située à proximité.